# بخش مرکزی شهرستان بدره
بخش مرکزی، یکی از بخش‌های شهرستان بدره در استان ایلام ایران است. مرکز این بخش، شهر بدره است.

## تقسیمات کشوری
- بخش مرکزی شهرستان بدره
  - دهستان دوستان
  - دهستان علیشروان
  - دهستان کلم

شهر: بدره

## جمعیت
بر پایه سرشماری عمومی نفوس و مسکن در سال ۱۳۹۵، جمعیت بخش مرکزی شهرستان بدره برابر با ۱۰٬۴۷۵ نفر بوده‌است.